# Melba Roy Mouton
Melba Roy Mouton (1929-1990) foi uma mulher Afro-Americana que serviu como chefe-assistente do programa de pesquisas na Divisão de Trajetória e Geodinâmica da NASA nos anos 1960 e liderou um grupo de matemáticos da NASA chamadado "computers" (computadores). Iniciando como uma matemática, ela para os satélites Echo 1 e 2 e atuou até se tornar Líder Programadora e então Chefe da Seção de Produção de Programas o Centro de Voos Espaciais Goddard.
Mouton nasceu em 1929 em Fairfax, Virginia, filha de Rhodie e Edna Chloe. Ela se formou na Howard University em 1950 com um mestrado em matemática. Ela iniciou seus trabalhos na NASA em 1959, depois de trabalhar para o Serviço de Mapeamento do Exército e o departamento de Censo. Durante seu tempo na NASA, ela não apenas supervisionou o rastreamento dos satélites Echo, mas também contribuiu para seminários sobre linguagem de programação "A" e teve um artigo publicado pela NASA sobre como documentar código de computadores. Ela também apareceu em destaque em uma propaganda focada na diversidade Afro-Americana da NASA com seus colegas Afro-Americanos. Na NASA, ela recebeu um Apollo Achievement Award e um Exceptional Performance Award. Ela se aposentou em 1973.
Mouton teve três crianças e se casou duas vezes, a primeira vez com Wardell Roy e a segunda vez com Webster Moudon. Ela morreu com apenas 61 anos com um tumor no cérebro em Silver Spring, Maryland em 25 de Junho de 1990.